# IAAF Road Race Label Events 2008
Navigation
Édition suivante
Les courses sur route à labels de l'IAAF 2008 (en anglais : IAAF Road Race Label Events) sont des compétitions d'athlétisme régies par l'IAAF. Le circuit regroupe les meilleures compétitions mondiales hors-stade dans les épreuves du marathon, du semi-marathon ainsi que d'autres courses sur route sur des distances allant de 5 à 20 kilomètres.

## Label d'or
Les épreuves classées en première catégorie sous le nom de Courses Label d’Or IAAF (en anglais : IAAF Gold Label Road Races) sont les suivantes en 2008 :
- Épreuves faisant également partie du circuit des World Marathon Majors

| Date         | Epreuves                              | Distance   | Vainqueur Homme           | Vainqueur Femme      |
| ------------ | ------------------------------------- | ---------- | ------------------------- | -------------------- |
| 5 janvier    | Marathon de Xiamen Xiamen             | 42,195 km  | Kiprotich Kenei           | Zhang Yingying       |
| 24 février   | World’s Best 10K San Juan             | 10 km      | Deriba Merga              | Lornah Kiplagat      |
| 16 mars      | Semi-marathon de Lisbonne Lisbonne    | 21,0975 km | Haile Gebrselassie        | Salina Jebet Kosgei  |
| 6 avril      | Marathon de Paris Paris               | 42,195 km  | Tsegay Kebede             | Martha Komu          |
| 13 avril     | Marathon de Londres Londres           | 42,195 km  | Martin Kiptoo Lel         | Irina Mikitenko      |
| 21 avril     | Marathon de Boston Boston             | 42,195 km  | Robert Kipkoech Cheruiyot | Dire Tune            |
| 28 septembre | Marathon de Berlin Berlin             | 42,195 km  | Haile Gebrselassie        | Irina Mikitenko      |
| 28 septembre | Semi-marathon de Lisbonne Lisbonne    | 21,0975 km | Silas Kipngetich Sang     | Rita Jeptoo Sitienei |
| 12 octobre   | Marathon de Chicago Chicago           | 42,195 km  | Evans Kiprop Cheruiyot    | Lidija Grigorjewa    |
| 19 octobre   | Marathon de Pékin Pékin               | 42,195 km  | Benjamin Kolum Kiptoo     | Bai Xue              |
| 2 novembre   | Marathon de New York New York         | 42,195 km  | Marílson dos Santos       | Paula Radcliffe      |
| 9 novembre   | Semi-marathon de Dehli (en) New Delhi | 21,0975 km | Deriba Merga              | Aselefech Mergia     |

## Label d'argent
Les épreuves classées en deuxième catégorie sous le nom de Courses Label d’Argent IAAF (en anglais : IAAF Silver Label Road Races) sont les suivantes en 2008 :
| Date         | Epreuve                                    | Distance   | Vainqueur Homme           | Vainqueur Femme          |
| ------------ | ------------------------------------------ | ---------- | ------------------------- | ------------------------ |
| 20 janvier   | Marathon de Bombay Bombay                  | 42,195 km  | John Ekiru Kelai          | Mulu Seboka              |
| 27 janvier   | Marathon d’Osaka Osaka                     | 42,195 km  | –                         | Mara Yamauchi            |
| 3 février    | Semi-marathon de Marugame Marugame         | 21,0975 km | Harun Njoroge Mbugua      | Philes Moora Ongori      |
| 17 février   | Marathon de Tokyo Tokyo                    | 42,195 km  | Viktor Röthlin            | Claudia Dreher           |
| 2 mars       | Marathon du lac Biwa Ōtsu                  | 42,195 km  | Mubarak Hassan Shami      | —                        |
| 9 mars       | Marathon de Nagoya Nagoya                  | 42,195 km  | –                         | Yurika Nakamura          |
| 15 mars      | CPC Loop Den Haag La Haye                  | 21,0975 km | Patrick Makau Musyoki     | Pauline Wangui Ngigi     |
| 16 mars      | Marathon de Rome Rome                      | 42,195 km  | Jonathan Kiptoo Yego      | Galina Bogomolova        |
| 16 mars      | Marathon de Séoul Séoul                    | 42,195 km  | Sammy Korir               | Zhang Shujing            |
| 29 mars      | Semi-marathon_de_Prague Prague             | 21,0975 km | Elijah Muturi Karanja     | Asha Gigi                |
| 13 avril     | Marathon de Turin Turin                    | 42,195 km  | Stephen Kipkoech Kibiwott | Vincenza Sicari          |
| 13 avril     | Marathon de Rotterdam Rotterdam            | 42,195 km  | William Kipsang           | Ljubow Morgunowa         |
| 20 avril     | Marathon de Nagano Nagano                  | 42,195 km  | Nephat Ngotho Kinyanjui   | Alewtina Iwanowa         |
| 27 avril     | Marathon de Hambourg Hambourg              | 42,195 km  | David Mandago Kipkorir    | Irina Timofejewa         |
| 27 avril     | Marathon de Madrid Madrid                  | 42,195 km  | José Manuel Martínez      | Nguriatukei Rael Kiyara  |
| 11 mai       | Marathon de Prague Prague                  | 42,195 km  | Kenneth Mburu Mungara     | Nailja Julamanowa        |
| 18 mai       | Course Féminine de Casablanca Casablanca   | 10 km      | –                         | Firehiwot Dado           |
| 24 mai       | Ottawa 10K Road Race Ottawa                | 10 km      | Julius Kiptoo             | Emebet Bacha             |
| 25 mai       | Marathon d'Ottawa Ottawa                   | 42,195 km  | David Emmanuel Cheruiyot  | Asmae Leghzaoui          |
| 31 mai       | Freihofer's Run for Women Albany           | 5 km       | –                         | Benita Johnson           |
| 31 août      | Marathon d'Hokkaido Hokkaido               | 42,195 km  | Masaru Takamizawa         | Yukari Sahaku            |
| 7 septembre  | Tilburg Ladies Run 10 K Tilburg            | 10 km      | –                         | Mestawet Tufa            |
| 7 septembre  | Tilburg Ten Miles Tilburg                  | 10 miles   | Abiyote Guta              | –                        |
| 14 septembre | Semi-marathon de Rotterdam Rotterdam       | 21,0975 km | Patrick Makau Musyoki     | Lydia Cheromei           |
| 28 septembre | Marathon de Toronto Toronto                | 42,195 km  | Kenneth Mburu Mungara     | Mulu Seboka              |
| 5 octobre    | Marathon de Cologne Cologne                | 42,195 km  | Sammy Kiptoo Kurgat       | Robe Guta                |
| 5 octobre    | Marathon de Bruxelles Bruxelles            | 42,195 km  | Rik Ceulemans             | Anne Zijderveld          |
| 19 octobre   | Marathon d'Amsterdam Amsterdam             | 42,195 km  | Paul Kiprop Kirui         | Lydia Cheromei           |
| 26 octobre   | Course Marseille-Cassis Marseille          | 20,308 km  | Wilson Kwambai Chebet     | Iness Chepkesis Chenonge |
| 26 octobre   | Marathon de Francfort Francfort            | 42,195 km  | Robert Kiprono Cheruiyot  | Sabrina Mockenhaupt      |
| 2 novembre   | JoongAng Seoul Marathon Séoul              | 42,195 km  | Solomon Molla             | Lee Sun-young            |
| 9 novembre   | Marathon d'Athènes Athènes                 | 42,195 km  | Paul Nicholas Lekuraa     | Mai Tagami               |
| 9 novembre   | 10 km d'Athènes Athènes                    | 42,195 km  | Olivier Windwehr          | Rkia Elmoukim            |
| 11 novembre  | Tokyo International Women’s Marathon Tokyo | 42,195 km  | –                         | Yoshimi Ozaki            |
| 11 novembre  | Zevenheuvelenloop Nimègue                  | 42,195 km  | Ayele Abshero             | Mestawet Tufa            |
| 7 décembre   | Marathon de Fukuoka Fukuoka                | 42,195 km  | Tsegay Kebede             | –                        |

## Liens
- Site Officiel